# Marion Callavé

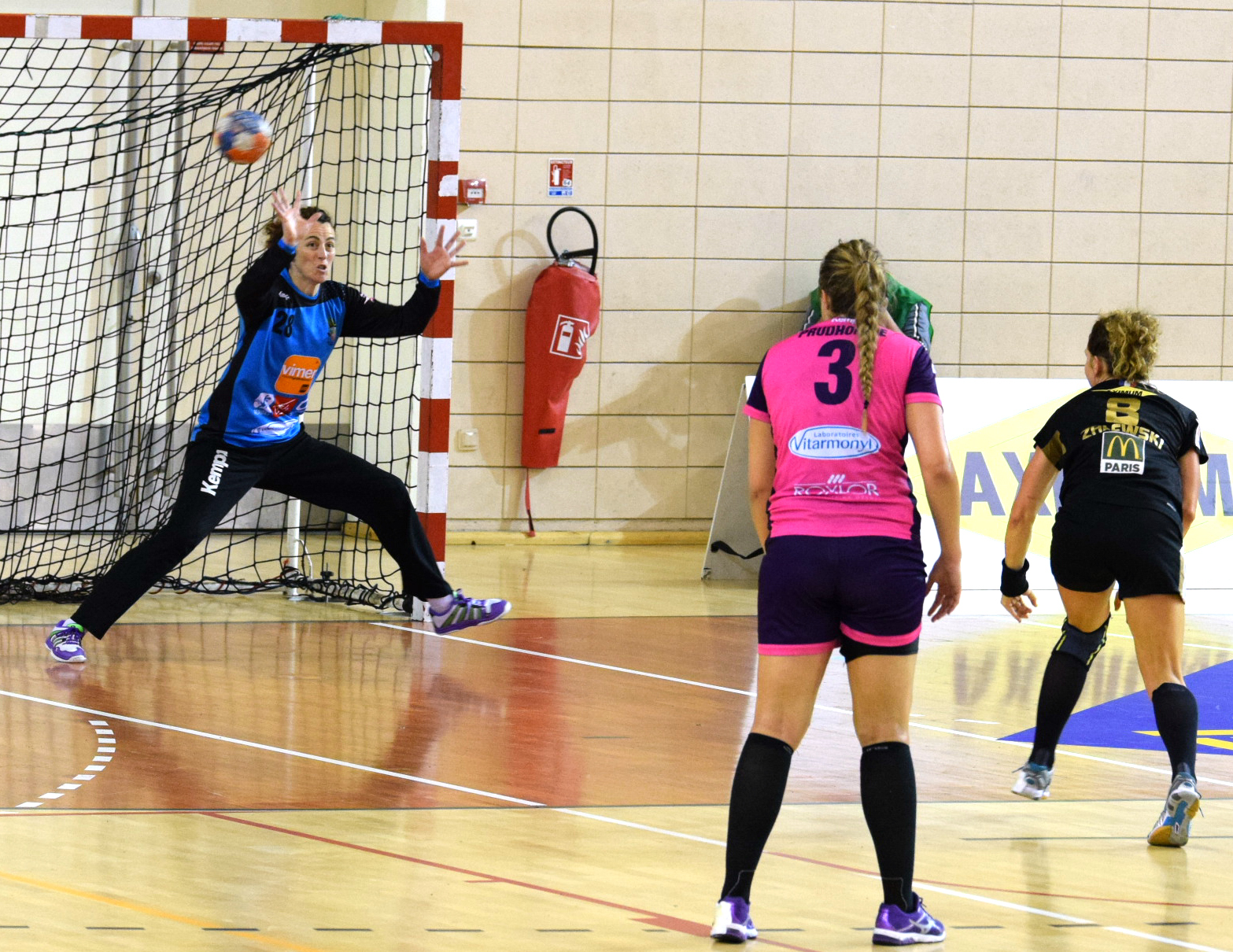
Lors d'un tir à 7m de Karolina Zalewski-Gardoni

Marion Callavé (née le 28 janvier 1982) est une handballeuse française qui évolue au poste de gardienne de but.

## Biographie
Après deux années à Besançon, elle rejoint Fleury Loiret en 2012.
En 2015, elle quitte Fleury pour Nantes LAH. Avant son départ, elle remporte son premier titre de championne de France avec Fleury.
Elle devient, pour la saison 2024 - 2025, l’entraîneuse spécifique des gardiennes de l’équipe Féminine de Bron.

## Palmarès

### En club
compétitions internationales
- vainqueur de la coupe EHF en 2009 (avec SD Itxako)
- finaliste de la coupe Challenge en 2008 (avec Mérignac Handball)
- finaliste de la coupe d'Europe des vainqueurs de coupe en 2015 (avec Fleury Loiret)

compétition nationales
- championne de France en 2015 (avec Fleury Loiret)
- championne d'Espagne en 2009 (avec SD Itxako)
- vainqueur de la Coupe de la Ligue en 2015 (avec Fleury Loiret)
- vice-championne de France en 2013 (avec Fleury Loiret)